# GMC
Pour les articles homonymes, voir GMC (homonymie).
GMC, autrefois connue sous le nom de GMC Truck, est une division du groupe américain General Motors. En 2009, elle produit des véhicules utilitaires sport (VUS), des camionnettes, des fourgonnettes et des camions légers. Dans le passé, GMC a produit toutes sortes de véhicules poids lourds comme des camions de pompier, ambulances, camions à lourdes charges, véhicules militaires, des autobus et des autocars.
Les véhicules GMC sont vendus en Amérique du Nord et au Moyen-Orient. En 2007, GMC était la seconde marque de GM la plus vendue, derrière Chevrolet.

## Histoire

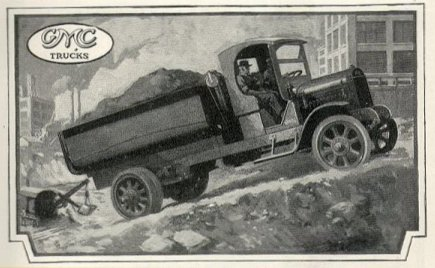
Une publicité de 1919

En 1901, Max Grabowski crée une entreprise appelée The Rapid Motor Vehicle Company, qui développe les tout  premiers camions commerciaux jamais conçus. Ces camions utilisent des moteurs à un cylindre. En 1909 cette entreprise est rachetée par General Motors pour former la branche General Motors Truck Company, de laquelle GMC est dérivée.
Cette année-là, un autre fabricant indépendant, Reliance Motor Car Company, est également racheté par GM. Rapid et Reliance fusionnent en 1911 et la marque GMC Truck apparaît pour la première fois en 1912 lors du salon automobile de New York (New York Auto Show).
En 1916, un véhicule GMC traverse les États-Unis d'est en ouest (de New York à Seattle) en 30 jours, et en 1926, un camion GMC de 2 tonnes est conduit de New York à San Francisco en 5 jours et 30 minutes.
En 1925, GM prend une participation majoritaire dans Yellow Coach, une entreprise fondée par John D. Hertz en 1915 et basée à Chicago qui, entre autres, fabrique des autobus. En 1943, après avoir acheté la totalité de l'entreprise, GM la renomme GM Truck and Coach Division. Elle fabriquera des véhicules de transport en commun au Canada et aux États-Unis jusque dans les années 1980. À la fin des années 1970 et durant les années 1980, GM doit faire face à une forte concurrence sur ce marché et décide d'arrêter la production, elle vend ses modèles à la Transportation Manufacturing Corporation (aussi connue sous le nom de Motor Coach Industries au Canada) et plus tard à Nova Bus.
Durant la Seconde Guerre mondiale, GMC Truck produit 600 000 véhicules pour les forces armées des États-Unis, parmi lesquels les fameux GMC CCKW.
En 1996, le nom GMC Truck est tronqué pour laisser place à la marque GMC telle que nous la connaissons aujourd'hui.
En 2007, GMC commence la production de l'Acadia, le premier modèle monocoque de la compagnie.
En 2009, GMC a mis fin à la production de camions commerciaux de poids moyen après plus de 100 ans.
En 2022, la marque GMC a été introduite en Corée du Sud en tant que filiale de GM Corée.
Aujourd'hui, la plupart des modèles de GMC et de la division utilitaire de Chevrolet sont identiques, seules quelques différences esthétiques et leur nom les distinguent. Les modèles GMC offrent habituellement plus d'options que ceux de chez Chevrolet qui sont souvent proposés en « entrée de gamme ».

## Modèles
Pick-ups (Véhicules utilitaires légers)
- Caballero (1978 - 1987)
- Canyon (2004 - encore produit)
- Sierra (1999 - encore produit)
- Sonoma (1991 - 2003)
- Sprint (1971-1977)
- Syclone (1991)
- C/K (1959-1998)
- S-15 (1982 - 1990)
- GMC 910 (1967 - 1972)

Vans
- Handi-Van
- Handi-Bus
- Safari (1985 - 2005)
- Savana (1996 - encore produit)
- Vandura (1970 - 1996)
- Rally

SUV (Véhicules utilitaires sportifs)
- Hummer EV (2022)
- Terrain (2009)
- Acadia (2007 - encore produit)
- Envoy (1998 - 2009)
- Jimmy (1969 - 2005)
- Tracker (1989 - 2004)
- Typhoon (1992 - 1993)
- Suburban (1937 - 1999), renommé Yukon XL (1999 - encore produit)
- Yukon (1992 - encore produit)

Camions à lourdes charges
- Astro (1968-1988)
- General (1977-1988)
- Brigadier (1977-1988)

Camions à charge moyenne
- C-Series
- TopKick (1980-1989)
- B-Series
- T-series
- W-series
- Forward
- P-Chassis

Bus de ville
- Rapid Transit Series (1977-1987)
- New Look (1959 - 1986)
- Classic (1982 - 1987)
- Old Look Coaches (1945 - 1968)

Bus d'agglomération
- PD-4501 (Scenicruiser)
- GMC Buffalo
  - H8H649 (1979-1980)
  - PD4107
  - PD4108
  - P8M4108A
  - PD4903
  - PD4905
  - P8M4905A
  - H8H649